# 阿尔夫·利
阿尔夫·利（挪威語：Alf Lie，1887年4月10日—1969年3月22日），挪威男子竞技体操运动员。他曾代表挪威获得1912年夏季奥运会体操比赛男子团体自由式金牌。他的弟弟罗尔夫同样也是体操选手。